# 欲 (电影)
《欲》，由洛森自编自导自演的犯罪片、剧情片，主演是姚菲菲、子昊、里斯、习文、洛森。

## 剧情
该片讲述了21世纪以来，伴随着中国大陆经济发展，城市里处处弥漫着“欲”，包括：金钱欲、色欲（肉欲）、权力欲，创业者沈昊天为了得到金钱来开创事业，把自己的女友璐璐借给银行行长张志成做二奶，公司员工王刚后来被沈昊天开除，他借助沈昊天女友璐璐的力量把这个犯罪分子投入监狱。

## 演出
- 子昊 出演 王刚
- 里斯 出演 沈昊天
- 洛森 出演 曹城
- 姚菲菲 出演 米雪
- 习文 出演 张志成

## 花絮
该片中有诸多“床戏”镜头。